# 钱志瀚
钱志瀚（1935年—），男，江苏常州（一作上海）人，中国射电天文学家，曾任中国科学院上海天文台研究员、博士生导师。